# Svět staroslovanský
Svět staroslovanský je historická etnografická mapa, kterou sestavil a kreslil Emanuel Vlastimil Milbauer. Předlohou mu byla mapa P. J. Šafaříka, kterou vytvořil jako přílohu k dílu Slovanské starožitnosti. Zobrazuje přehled rozmístění slovanských kmenů.

## Autor
Emanuel Vlastimil Milbauer se narodil roku 1843 v Českých Budějovicích a zemřel dne 29. 12. 1906 v Hradci Králové. V roce 1870 absolvoval českou techniku v Praze, byl vychovatelem, vyučoval na středních školách a od roku 1894 byl profesorem chemie v Hradci Králové. Pracoval především v oboru historické kartografie a statistiky a hydrologie Psal také odborné články do mnoha časopisů a do výroční zprávy reálky v Hradci Králové na rok 1897 (O vodě požitkové a chemickém zkoušení vod vůbec a Královéhradecké zvláště). 
Mezi jeho další díla patří Historická mapa vývoje Koruny české do roku 1526 (1894), Island; Grónsko; Říše Dánská (1892; jedná se o 3 mapy na jednom listu), R. 1889 Českým sněmem navržený obvod obchodní komory pro východní Čechy (1890), Země Česká v župním zřízení ve 13. věku: s osadami do 14. věku (1880) a Dalmácie, Bosna a Hercegovina (1892). 
Některé z jeho prací byly uvedeny v Ottově slovníku naučném - Černá Hora; Čechy kolem roku 1175, 1400 a 1775; Dánsko; Dalmacie; Evropa. Kresbami přispěl také do České kroniky od Josefa Laciny. 

## Popis
Mapa je etnografická a zobrazuje přehled slovanských kmenů a větví na území mezi 8°10´25" → 38°37´40" východní délky a 39°42´25" → 60°11´46" severní šířky. Je to oblast východní Evropy a části Asie. Mapa je vyobrazena na jediném listu o rozměrech 89 x 82 cm a podlepena plátnem o rozměrech 89 x 91 cm. Jedná se o barevnou mapu. Na listu není uvedeno měřítko.
Legenda v pravém horním rohu zobrazuje barevné znázornění rozdělení slovanských kmenů a větví. Podle legendy jsou na mapě vyobrazeni Slované a sousedé Slovanů. Mezi kmeny tedy patřili polabští, polští, čeští a slovenští, korutanští, chorvatští, srbští, bulharští a ruští Slované. Ti jsou dále rozděleni na jednotlivé větve a mají v legendě svou barvu, pomocí které je vybarveno kmenem osídlené území. Barvy dnes již nejsou moc dobře rozpoznatelné, nejvýraznějšími barvami je modrá, zelená, růžová a světle růžová. Modrá označuje korutanské Slovany v oblasti dnešního Slovinska a části Rakouska. Zelená zobrazuje chorvatské a srbské Slovany, růžová bulharské a světle růžová české a slovenské Slovany. Sousedé Slovanů jsou pouze vypsaní v legendě, ale nejsou v mapě barevně odlišení, protože v mapě jde o Slovany. Mezi sousedy patří Němci, Normané, Italové, Rumuni, Řekové, Arbanaši a různé severské národy.
Na mapě jsou vykreslené především řeky a sídla. Přes ně jsou barevně zobrazeny a popsány slovanské kmeny. Na tomto výtisku mapy se nachází dvě razítka – razítko České společnosti zeměvědné v Praze a razítko Státní sbírky mapové Republiky československé.  
V dolních rozích jsou umístěny vedlejší mapky. V levém dolním rohu je mapa Evropy zobrazující slovanské kmeny koncem 10. století a v pravém dolním rohu leží mapa přehledu rozvětvení slovanských kmenů v době současné pro autora (tzn. na konci 19. století).

## Historie
Mapa Svět staroslovanský byla vydána v Písku v roce 1886. Popisovaný exemplář této mapy se nachází v Mapové sbírce, která sídlí v budově Přírodovědecké fakulty Univerzity Karlovy v Praze.